# 3,5-二羟基戊苯
3,5-二羟基戊苯，也称作油橄榄醇（英語：Olivetol）是一种天然的烷基间苯二酚类化合物，可提取自地衣，或通过3,5-二甲氧基戊苯经三溴化硼脱甲基制得。它可作为四氢大麻酚的合成前体。